# Досо (заповедник)
Заповедник Досо (Частичный фаунистический заповедник Досо) — заповедник на юго-западе региона Досо в Нигере. Это частичный фаунистический заповедник типа IV МСОП, созданный 1 января 1962 года. Заповедник занимает 3065 квадратных километров в устье долины Даллол-Босо, сезонного потока и древнего русла реки, протекающей из региона Азаваг, недалеко от того места, где она достигает долины реки Нигер.

## Охрана фауны

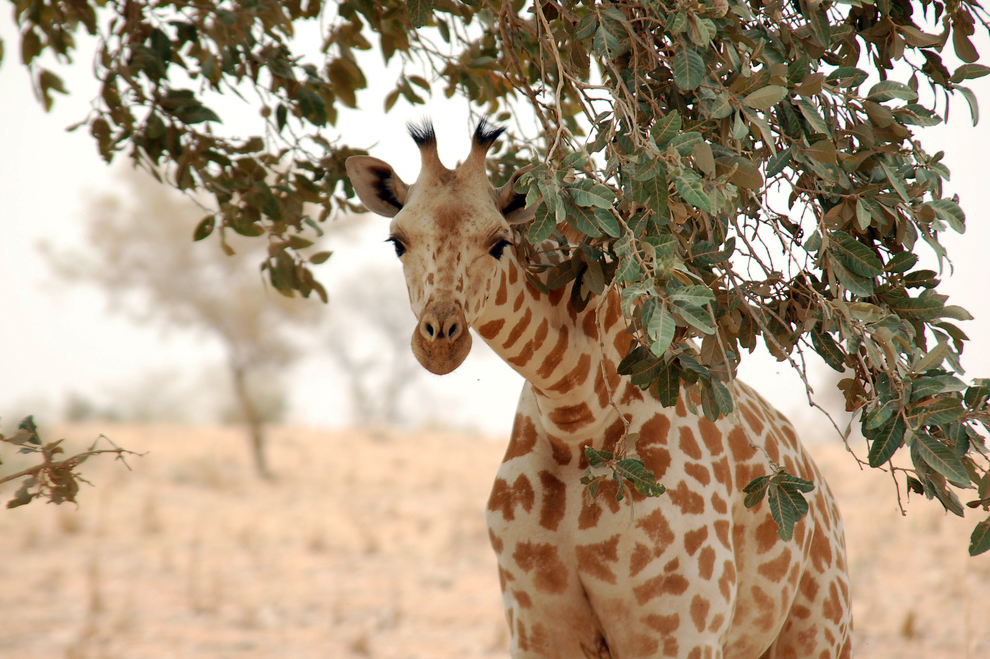
Западноафриканский жираф заглядывает под акацию в тигровом буше близ Куре. Этот район отмечает северный ареал их миграции, который тянется на юг к частичному заповеднику Досо на реке Нигер в сезон засухи.

Заповедник Доссо существует для защиты животных комплекса биосферного резервата W Transborder Park, в первую очередь африканских слонов, бегемотов, ряда видов газелей и западноафриканских жирафов (Giraffa camelopardalis peralta). Этот заповедник отмечает южный конец пути миграции последнего устойчивого стада западноафриканских жирафов , которые в сезон дождей путешествуют на север, в регион вокруг Куре (примерно в 80 км к юго-востоку от Ниамея). Возвышенности тигрового буша вокруг Куре не входят в состав официального парка, но являются центром туризма и сохранения жирафов, а стада имеют охраняемый статус в Нигере. Заповедник Доссо предоставляет жирафам корм и дома в сухой сезон, а в этом районе действуют ограничения на вырубку леса и нанесение ущерба среде обитания, что может повлиять на среду обитания жирафа. Неправительственные организации возле Куре в конце 1990-х годов стимулировали лесозаготовительные предприятия, которые коренным образом изменили среду обитания, и заставили некоторых жирафов совершать набеги на местные сады в поисках еды, что сделало защиту, предлагаемую заповедником Доссо, критически важной.